# デウス堂
デウス堂（デウスどう）は、豊後国府内（現在の大分県大分市顕徳町）に1553年（天文22年）6月に建てられたとされるキリスト教の教会堂である。ダイウス堂、顕徳寺、府内教会とも呼ばれる。

## 概要
1551年（天文20年）、大友氏第21代当主大友義鎮（宗麟）はイエズス会の宣教師フランシスコ・ザビエルを府内に招き、キリスト教布教の許可を与えた。ザビエルはまもなくインドのゴアに戻ったが、バルタザール・ガーゴら一行を布教のために府内に送った。一行は1552年9月9日（旧暦天文21年8月11日）に府内に到着し、許可を得て布教を始める。また、彼らは土地を与えられて修院（casa professa）と聖堂（capella）を建設。1553年7月22日（旧暦天文22年6月11日）のマグダラのマリアの祝日には大きな十字架が掲げられたと記録されている。
この教会はポルトガル語ではNossa Senhora da Piedade（ノッサ・セニョーラ・ダ・ピエダデ。「わが慈悲の聖母の教会」という意味。）と呼ばれた。江戸時代に描かれた『府内古図』には大友氏館の西側にダイウス堂として描かれており、これらの史料から、デウス堂は現在の大分市顕徳町にあったものと推定されている。また、現在の顕徳町という地名も、デウス堂を仏教寺院風に天徳寺と呼んでいたものが、後に顕徳寺に転訛し、一帯が顕徳寺町と呼ばれるようになったことに由来するとされる。

## デウス堂跡の碑
デウス堂があったと推定される大分市顕徳町2丁目には、デウス堂跡の碑が建立されている。
敬虔なカトリック信者であった第3代大分市長上田保は、市長在職中の1952年4月、この付近を大分市が買い上げて、デウス堂を復元するとともに、キリシタン関連の資料を展示するキリシタン文化博物館を建設し、一帯をデウス堂跡記念公園として整備する構想を掲げたが、実現しなかった。

## 所在地
- 〒870-0025 大分県大分市顕徳町 2丁目2-5[5]

- 交通
  - JR九州大分駅から徒歩約20分
  - 大分バス顕徳町停留所下車、徒歩約3分